# The Barrens
The Barrens is een Amerikaans-Canadese horrorfilm uit 2012, geschreven en geregisseerd door Darren Lynn Bousman. De hoofdrollen worden vertolkt door Stephen Moyer en Mia Kirshner.

## Verhaal
Richard Marlow, de vader van een gezin, neemt zijn gezin mee voor een lang weekend kamperen in Pine Barrens in het hart van New Jersey, het land dat bekend staat als de Jersey Devil. De vader is verheugd om de plaats te laten zien waar zijn eigen vader hem ooit naartoe heeft gebracht. Maar deze vreugde is van korte duur en maakt plaats voor angst. Maar al snel beseffen de Marlows dat ze zullen moeten vechten om in leven te blijven.

## Rolverdeling
| Acteur          | Personage        |
| --------------- | ---------------- |
| Stephen Moyer   | Richard Vineyard |
| Mia Kirshner    | Cynthia Vineyard |
| Allie MacDonald | Sadie Vineyard   |
| Peter DaCunha   | Danny Vineyard   |
| Shawn Ashmore   | Dale             |
| Erik Knudsen    | Ryan             |
| Athena Karkanis | Erica            |
| Max Topplin     | Zach             |
| J. LaRose       | Ranger Bob       |
| David Keeley    | Sheriff Winters  |
| Demore Barnes   | Deputy Ranger    |

## Productie
Regisseur Darren Lynn Bousman was oorspronkelijk van plan de film op te nemen in het eigenlijke Pine Barrens van New Jersey, maar het filmen vond uiteindelijk om budgettaire redenen plaats in de omgeving van Toronto, Ontario waarbij de cast en crew voornamelijk in de stad Caledon, Ontario verbleven.

### Muziek
De filmmuziek werd gecomponeerd door Bobby Johnston. Liedjes die ook in film zijn gebruikt waren:
- "The Devil is Real" – Simone Felice
- "Jersey Devil" – Kevin Welch, Kieran Kane & Fats Kaplin
- "Denied" – Hopes Funeral
- "Dream My Darling" – Lynda Kay
- "Ghetto Ambiance" – Hyro Da Hero
- "The Edge" – Hopes Funeral
- "Raindrops" – Ken Mazur